# میکی رورک
فیلیپ آندره «میکی» رورک جونیور (به انگلیسی: Philip Andre "Mickey" Rourke, Jr.) (زاده ۱۶ سپتامبر ۱۹۵۲) یک هنرپیشه آمریکایی و بوکسور سابق است که عمدتاً به عنوان یک نقش اول مرد در فیلم‌های درام، اکشن و دلهره‌آور ظاهر شده‌است.
در طول دهه ۱۹۸۰، رورک در کمدی-درام رستوران (۱۹۸۲)، درام ماهی جنگی (۱۹۸۳)، فیلم جنایی-سیاه کمدی پاپ روستای گرینویچ (۱۹۸۴) و درام نه و نیم هفته (۱۹۸۶) بازی کرد. او برای کارش در فیلم بیوگرافی چارلز بوکوفسکی فیلم بارفلای (۱۹۸۷) و فیلم ترسناک قلب فرشته (۱۹۸۷) مورد تحسین منتقدان قرار گرفت. در سال ۱۹۹۱، رورک با دان جانسون و تام سایزمور در فیلم اکشن کلاسیک کالت هارلی دیویدسون و مرد مارلبرو همکاری کرد. همچنین در سال ۱۹۹۱، رورک - که در سال‌های اولیه خود به عنوان بوکسور آموزش دید - بازیگری را ترک کرد و برای مدتی یک بوکسور حرفه‌ای شد.
پس از بازنشستگی از بوکس در سال ۱۹۹۴، رورک به بازیگری بازگشت و در چندین فیلم از جمله؛ اکشن تیم دونفره (۱۹۹۷) درام دلال بیمه (فیلم ۱۹۹۷)، کمدی-درام بوفالو ۶۶ (۱۹۹۸) و کارتر را بگیرید (فیلم ۲۰۰۰) نقش‌های مکمل داشت.
در سال ۲۰۰۵، رورک با ایفای نقش اصلی در فیلم اکشن و نئو-نوآر، شهر گناه (فیلم ۲۰۰۵)، به محافل اصلی هالیوود بازگشت و جوایزی را از انجمن منتقدان فیلم شیکاگو، جوایز فیلم و تلویزیون ایرلند و انجمن منتقدان فیلم آنلاین دریافت کرد. . رورک برای بازی در نقش یک کشتی‌گیر مسن در فیلم ورزشی درام کشتی‌گیر (فیلم ۲۰۰۸)، برنده جوایز گلدن گلوب و جایزه بفتای بهترین بازیگر نقش اول مرد شد و نامزدی جایزه اسکار بهترین بازیگر مرد را دریافت کرد. از آن زمان، رورک در چندین فیلم تجاری موفق ظاهر شد.

## آثار بازیگری

### سینما
- ۱۹۴۱ (۱۹۷۹)
- دروازه بهشت (۱۹۸۰)
- محو شدن به سمت سیاهی (۱۹۸۰)
- گرمای بدن (۱۹۸۱)
- رستوران (۱۹۸۲)
- یورکا (۱۹۸۳)
- ماهی جنگی (۱۹۸۳)
- پاپ روستای گرینویچ (۱۹۸۴)
- سال اژدها (۱۹۸۵)
- نه و نیم هفته (۱۹۸۶)
- قلب فرشته (۱۹۸۷)
- بارفلای (۱۹۸۷)
- نیایش برای مرگ (۱۹۸۷)
- پسرخانگی (۱۹۸۸)
- فرانچسکو (۱۹۸۹)
- جانی خوش‌قیافه (۱۹۸۹)
- ارکیده وحشی (۱۹۹۰)
- ساعات ناامیدی (۱۹۹۰)
- هارلی دیویدسون و مرد مارلبرو (۱۹۹۱)
- شن‌های سفید (۱۹۹۲)
- آخرین یاغی (۱۹۹۳)
- آخرین سواری (۱۹۹۴)
- زمان سقوط (۱۹۹۵)
- گلوله (۱۹۹۶)
- خروجی قرمز (۱۹۹۶)
- تیم دو نفره (۱۹۹۷)
- عشق در پاریس (۱۹۹۷)
- دلال بیمه (۱۹۹۷)
- پنجشنبه (۱۹۹۸)
- بوفالو ۶۶ (۱۹۹۸)
- شلیک به هدف (۱۹۹۸)
- عینک آفتابی (۱۹۹۹)
- انتقام (۱۹۹۹)
- شیرگر (۱۹۹۹)
- کارتر را بگیرید (۲۰۰۰)
- کارخانه حیوانات (۲۰۰۰)
- تصویر کلر (۲۰۰۱)
- آنها می‌خزند (۲۰۰۱)
- اسپان (۲۰۰۲)
- نقابدار و ناشناس (۲۰۰۳)
- روزی روزگاری در مکزیک (۲۰۰۳)
- مردی در آتش (۲۰۰۴)
- دومینو (۲۰۰۵)
- شهر گناه (۲۰۰۵)
- تندرشکن (۲۰۰۶)
- کشتی‌گیر (۲۰۰۸)
- خبرچینان (۲۰۰۹)
- شلیک‌مرگبار (۲۰۰۹)
- نمایش مصائب (۲۰۱۰)
- ۱۳ (۲۰۱۰)
- مرد آهنی ۲ (۲۰۱۰)
- بی‌مصرف‌ها (۲۰۱۰)
- طلای سیاه (۲۰۱۱)
- فناناپذیران (۲۰۱۱)
- نوامبر سیاه (۲۰۱۲)
- قانون‌شکن (۲۰۱۲)
- جاوه آتیشن (۲۰۱۳)
- مرگ در قبر (۲۰۱۳)
- شهر گناه: بانویی که به خاطرش می‌کشم (۲۰۱۴)
- اشبی (۲۰۱۵)
- هیتمن در لندن (۲۰۱۵)
- ترافیک پوست (۲۰۱۵)
- خوک‌های جنگی (۲۰۱۵)
- ببر (فیلم ۲۰۱۸)
- برلین، دوستت دارم (۲۰۱۹)
- پیاده‌روی شبانه (۲۰۱۹)
- دختر (فیلم ۲۰۲۰)
- نامطلوب (۲۰۲۰)
- لژیون (فیلم ۲۰۲۰)
- بازگشت (۲۰۲۱)
- مرد خدا (۲۰۲۱)
- کماندو (۲۰۲۲)
- وارهانت (۲۰۲۲)
- کاخ (۲۰۲۲)
- بخش هشتم (۲۰۲۲)
- باشگاه شکار (۲۰۲۳)

### تلویزیون
- شهر در ترس (۱۹۸۰)
- عامل عشق (۱۹۸۰)
- تجاوز و ازدواج (۱۹۸۰)
- آخرین یاغی (۱۹۹۳)
- غلیظ‌تر از خون (۱۹۹۸)

## جوایز
- جایزه ساترن (۲۰۰۵)
- پانزدهمین مراسم جایزه انجمن بازیگران فیلم (۲۰۰۸)
- جایزه گلدن گلوب بهترین بازیگر مرد فیلم درام (۲۰۰۸)
- جایزه بفتای بهترین بازیگر نقش اول مرد (۲۰۰۸)
- نامزد دریافت جایزه اسکار بهترین بازیگر نقش اول مرد (هشتاد و یکمین دوره جوایز اسکار)